# Dreams Come True (együttes)
A Dreams Come True (ドリームズ・カム・トゥルー; Hepburn: Dorīmuzu Kamu Turū) japán popegyüttes, melyet Josida Miva énekes, Nakamura Maszato basszusgitáros és Nisikava Takahiro billentyűs alapított 1988-ban. A zenekar 2007-ig több mint 50 millió lemezt adott el világszerte.

## Az együttes története
A Dreams Come True együttest eredetileg Nakamura Maszato basszusgitáros alapított, frontembere pedig Josida Miva, az együttes első számú énekes-dalszövegírója. Kezdetben Nisikava Takahiro billentyűssel kiegészülve háromtagú zenekarként működtek, azonban Nisikava 2002-ben kilépett az együttesből. Az együttes nevének gyakori rövidítése a DCT, a rajongóik pedig néha „Dorikamu” (ドリカム) néven hivatkoznak rájuk. A Dreams Come True 1989-ben jelentette meg bemutatkozó albumát, amelyből több mint 1 millió példányt adtak el. Az 1992-ben megjelent The Swinging Star című nagylemezük volt az első japán album, melyből több mint 3 millió példányt adtak el, valamint több éven át tartotta minden idők legkelendőbb japán nyelvű albumának címét.
1993-ban Winter Song címen felvették a TriStar Pictures A szerelem hullámhosszán filmjének nyitófőcím dalát, majd a következő évben az Eternity című dalt a New Line Cinema Hattyúhercegnő animációs filmjéhez. Az együttes Japánban számos a Tokyo Broadcasting System-műsorhoz vett fel témazenét, illetve a Walt Disney Company is felkérte őket a televíziós sorozataikhoz és a Tokyo Disney Resort látványosságaihoz való témazenék elkészítésére. Az együttes 2001-ben felvette a Crystal Vine című számot, az Atlantisz – Az elveszett birodalom japán változatának témazenéjét, valamint Josida az Audrey Rocio Ramirez nevű szereplő szinkronizálását is vállalta.
Josida 1995-ben szólópályafutásba kezdett, majd egy évvel később szerepelt a Time címlapján, illetve a Sony Corporation, a Visa, a Honda, a Shiseido, a Lotte, a Vodafone és a Coca-Cola reklámjaiban is szerepelt. Nakamurát számos televíziós reklám zenéjének szerzésével is megbízták, valamint a Konami Dancing Stage featuring Dreams Come True, a Dance Dance Revolution sorozat egyik spin-offjához számos Dreams Come True-dalt is összegyűjtött. Korábban az első két, Sega Mega Drive konzolra megjelent Sonic the Hedgehog videójáték zenéjét is ő komponálta.
1996. április 1-jén megjelentették a Love Unlimited című soralbumukat, ami az utolsó olyan albumuk volt, ami a Sony Music Entertainment Japan gondozásában jelent meg. A kiadótól való távozásuk hírére a Sony Music részvényei jelentős mélyrepülésnek indultak a tokiói értéktőzsdén. Később leszerződtek az amerikai Virgin Records és a japán Toshiba-EMI kiadókkal, mivel megígérték nekik, hogy megpróbálnak betörni az amerikai piacra, amire a Sony nem volt hajlandó. Az új lemezszerződés után megjelent első albumuk Sing Or Die angol nyelvű verzióban is megjelent, azonban vajmi kevés promócióban és még annál is kevesebb rádiós játszásban részesült. Ez volt a zenekar utolsó trióként felvett albuma, Nisikava Takahiro nem sokkal a lemez megjelenése után kilépett az együttesből. A Dreams Come True a Sing or Die bukása után otthagyta a Virgint.
Az együttes és a Virgin közötti kapcsolat kudarcának egyik oka az volt, hogy a kiadó megpróbálta valami olyanná átformálni a zenekart, amivel az amerikai közönség is azonosulni tud. Josida felvette a „Miwa” művésznévet, Nakamurából „King Masa” lett, Nisikava azonban megtarthatta a nevét, azonban csak egy apróbb említésben szerepelt az album kiskönyvében. Az album zeneileg is eltért a klasszikus Dreams Come True-formulától; a Delicious és a Love Unlimited lemezek hiphoppos, dance-es vonalát vitte tovább. A kombinációt sem az amerikai közönség, sem az együttes japán rajongótábora nem fogadta jól.
Nisikava kiválásáról kapcsolatban ellentmondás alakult ki. Nisikava azt álltja, hogy őt és az együttes producerét, Mike Pelát a Virgin tessékelt ki, mivel nem illettek be a kiadó által kialakított új együttes képébe. Azonban azt is megjegyezte, hogy már egy ideje ezt megelőzően sem turnézott az együttessel. Nisikavát kiválása után bántalmazás és kábítószer birtoklása vádjával letartoztatták, azonban csak felfüggesztett börtönbüntetésre ítélték. 2006-ban kábítószer birtoklása miatt ismét letartóztatták, ám ezúttal már letöltendő börtönbüntetést kapott. Josida és Nakamura nem kívánta kommentálni az egykori társuk ügyeit, de sok sikert kívántak neki.
A 2001-es Monkey Girl Odyssey megjelenése után a zenekar minden szálat elvarrt a Virginnel és a Toshiba-EMI-vel, majd leszerződtek a Universal Music Japannel. A Love Rocks és az I Love You című albumokkal visszatértek a klasszikus Dreams Come True-hangzásvilághoz, amik így jobb fogadtatásban is részesültek.
Ezek után Love Overflows címen újabb angol nyelvű albumot készítettek, mely a Love Goes On és a Monkey Girl Odyssey sorlemezek közötti időszakból válogatott dalokat tartalmaz.
Az együttes az évek folyamán számos jótékonysági rendezvényen is részt vett, melyek keretében vették fel 2001-ben Szakamoto Rjúicsivel közösen a Zero Landmine középlemezt, illetve szerepeltek a 2005-ös Live 8 jótékonysági koncerten.
2008. november 12-én megjelent a Curetette curetette című kislemezük, mely az Oricon heti kislemezlistájának élén mutatkozott be, amire utoljára az 1999 januárjában megjelent Asza ga mata kuru című kislemezük volt képes. A dal a Do You Dreams Come True? című soralbumra is felkerült.
A zenekar huszadik évfordulóját ünneplő koncertturné felvétele az egyik első olyan, melyet a Red One nagyfelbontású kamerával vettek fel.
2010-ben megjelentették a Godspeed című digitális kislemezüket, melyet a huszonharmadik stúdióalbumuk, a Love Central követett.

## Fogadtatás
Az Oricon Style által 2006-ban indított felmérés szerint, melyben 10 és 49 éves kor közötti embereket kérdeztek meg Japánban, a Love Love Love című daluk a második legnépszerűbb Bálint-napi dal Japánban.

## Diszkográfia
- Dreams Come True (1989)
- Love Goes On... (1989)
- Wonder 3 (1990)
- Million Kisses (1991)
- The Swinging Star (1992)
- Magic (1993)
- Delicious (1995)
- Love Unlimited (1996)
- Sing or Die (1997)
- The Monster (1999)
- Monkey Girl Odyssey (2001)
- Diamond 15 (2004)
- The Love Rocks (2006)
- And I Love You (2007)
- Do You Dreams Come True? (2009)
- Love Central (2010)
- Attack 25 (2014)
- The Dream Quest (2017)